# Nicole Bricq
Nicole Bricq (ur. 10 czerwca 1947 w La Rochefoucauld, zm. 6 sierpnia 2017 w Poitiers) – francuska polityk, działaczka partyjna, parlamentarzystka, a także minister.

## Życiorys
Ukończyła studia prawnicze na Université Bordeaux-IV. W 1972 wstąpiła do Partii Socjalistycznej, stopniowo awansując w partyjnej strukturze. Do początku lat 90. była bliską współpracowniczką Jeana-Pierre’a Chevènementa, następnie Dominique’a Strauss-Kahna i François Hollande’a. Od 1983 do 1989 zasiadała w radzie regionu Île-de-France.
W wyborach parlamentarnych w 1997 została wybrana w jednym z okręgów Sekwany i Marny do Zgromadzenia Narodowego XI kadencji. Mandat sprawowała do 2002, przejął go w tym okręgu kandydat centroprawicy Jean-François Copé. W 2004 i w 2011 Nicole Bricq była powoływana w skład Senatu.
16 maja 2012 objęła urząd ministra ekologii w rządzie, którego premierem został Jean-Marc Ayrault. Po dokonanej 21 czerwca 2012 rekonstrukcji pozostała w drugim gabinecie tego samego premiera, przechodząc na stanowisko ministra handlu zagranicznego (przejmując część kompetencji z resortu Pierre’a Moscoviciego). Zakończyła urzędowanie w 2014, powracając do wykonywania mandatu senatora. W 2017 dołączyła do ugrupowania En Marche!.
W 2012 została odznaczona Krzyżem Komandorskim z Gwiazdą Orderu Zasługi Rzeczypospolitej Polskiej.